# Tall nettles
Tall nettles is een compositie van Gerald Finzi. Finzi schreef dit lied in eerste instantie voor zangstem en piano. Het is een toonzetting van een gedicht van Edward Thomas, net geen generatiegenoot van Finzi. Het is een lofzang op de brandnetel, vooral als neerslag/dauw op haar bladeren rust. De brandnetels in dit gedicht zijn geplaatst in een afgelegen hoekje van een boerderij, alwaar de buiten gebruik zijnde machines langzaam worden bedekt door de plant. Anderen zagen in het gedicht de strijd tussen natuur en de mechanisatie, die de mens doorvoerde. Finzi publiceerde het lied niet tijdens zijn leven, terwijl hij het al schreef toen hij 19 jaar oud was.
Het werk kreeg pas aandacht toen het werd opgenomen in In years defaced, een zestal liederen grotendeels door derden georkestreerd. In years defaced verscheen met goedkeuring van Finzi’s weduwe Joy Finzi ter gelegenheid van de 100e geboortedag van Finzi. Het arrangement voor dit lied is afkomstig van Christian Alexander, die de originele toonsoort F majeur handhaafde.
Alexander schreef voor:
- 2 dwarsfluiten (II ook piccolo), 2 hobo’s (II ook althobo), 2 klarinetten (II ook basklarinet), 2 fagotten
- 2 hoorns, 2 trompetten, 2 trombones, 0 tuba
- pauken, 2 man/vrouw percussie, harp
- violen, altviolen, celli, contrabassen

## Discografie
- Uitvoering Chandos: John Mark Ainsley (tenor), City of London Sinfonia o.l.v. Richard Hickox, opname 2000 (In years defaced)

lied 1: To a poet a thousand years hence ·
lied 2: When I set out for Lyonnesse ·
lied 3: In years defaced ·
lied 4: Tall nettles ·
lied 5: At a lunar eclipse ·
lied 6: Proud songsters